# Endasys aurarius
Endasys aurarius là một loài tò vò trong họ Ichneumonidae.